# Giovanni Messe
Giovanni Messe (Mesagne, 10 dicembre 1883 – Roma, 18 dicembre 1968) è stato un generale e politico italiano.
È stato uno dei più famosi Generali italiani durante la seconda guerra mondiale, raggiungendo il grado di Maresciallo d’Italia e ricoprendo, nel periodo 1944-1945, l'incarico di Capo di Stato Maggiore.
Fu un ottimo Ufficiale, tenuto in gran conto anche dagli alleati; da molti 
considerato il miglior Generale italiano durante la seconda guerra mondiale. Devoto Monarchico, fu Parlamentare della Repubblica dal 1953 al 1968.

## Biografia
(Sergio Romano)

### Esordi e prima guerra mondiale
Giovanni Messe entrò in servizio come Volontario Allievo Sergente dell'Esercito nel 1901. Il 30 giugno 1903 venne promosso Sergente e fu inviato in Cina fino al 1905. Il 31 ottobre 1908 fu ammesso all'Accademia Militare di Modena e il 10 settembre 1910 fu promosso Sottotenente.
Inviato in Libia, nell'ambito della guerra italo-turca, partecipò a diversi scontri nella zona di Tripoli dove guadagnò sul campo le prime Decorazioni, ma venne rimpatriato nel settembre del 1912 per motivi di salute. Rimessosi e promosso Tenente, nel 1913 venne assegnato al III Battaglione dell'84º Reggimento di Fanteria di stanza in Libia. Promosso Capitano il 17 novembre 1915, Messe venne rimpatriato alla fine del 1916 per partecipare, sul fronte italiano, alla prima guerra mondiale.
Durante la prima guerra mondiale Messe combatté nel 57º Reggimento Fanteria e con diversi Reparti di Arditi, fra cui il IX Reparto d'Assalto, che comandò sul Monte Grappa, distinguendosi nella conquista del Col Moschin e rimanendo ferito due volte. Fu proposto per la Medaglia d’oro al Valor Militare, poi commutata nella terza Medaglia d’Argento al Valor Militare per i fatti d'arme del monte Asolone, e ottenne due promozioni (a Maggiore e Tenente Colonnello) per «merito di guerra».

### Primo dopoguerra
Finita la guerra, il 3 giugno 1919 venne iniziato in Massoneria nella Loggia Michelangiolo di Firenze nel 1919, e venne assegnato al deposito di Padova che lasciò per partecipare alle operazioni in Albania nel 1920, quando questa nazione cercò di rendersi indipendente dal Protettorato italiano dell'Albania. Rientrato in Italia nel 1923, venne nominato Aiutante di Campo effettivo del sovrano Vittorio Emanuele III: dopo quattro anni venne promosso Colonnello e nominato Aiutante di Campo onorario.
Messe ottenne il comando del 9º Reggimento Bersaglieri che mantenne fino al 16 settembre 1935, quando ebbe il comando designato della 3ª Brigata Celere di Verona. Dopo essere stato promosso Generale di Brigata ottenne il comando effettivo della Brigata Celere e successivamente venne nominato Vicecomandante della Divisione Cosseria con la quale partecipò alle ultime fasi della campagna in Africa Orientale durante la conquista dell'Etiopia. Rientrò in Italia il 28 settembre 1936 e, dopo per aver ricoperto per breve tempo il ruolo di ispettore delle truppe celeri, venne promosso Generale di Divisione e comandante della 3ª Divisione Celere "Principe Amedeo Duca d'Aosta" (la precedente Brigata Celere nel frattempo riorganizzata come Divisione).
Nel marzo 1939 Messe venne nominato Vicecomandante del Corpo di spedizione in Albania e partecipò, in questa veste, alle operazioni per la conquista del Paese, guidando la colonna che sbarcò a Durazzo, nel periodo immediatamente precedente lo scoppio della seconda guerra mondiale.

### Seconda guerra mondiale
Rientrato in Italia riprese il comando della "Divisione Celere" fino ad abbandonarlo definitivamente dopo l'inizio della campagna greco-albanese dove dal 19 dicembre 1940, al comando del Corpo d’Armata Speciale, riuscì a contenere l’avanzata nemica diretta su Valona. Dopo la fallita offensiva del marzo 1941, le Truppe al suo comando parteciparono all’ultima fase della Campagna e, dopo l’Armistizio d'aprile con la Grecia, furono destinate alla zona di Atene.
Gli ottimi risultati ottenuti nel periodo dicembre 1940 - aprile 1941 gli valsero la promozione per «merito di guerra» a Generale di Corpo d’Armata.

#### Al comando del CSIR
Rientrato in giugno in Italia, il 14 luglio 1941 Messe ottenne il comando del Corpo di spedizione italiano in Russia, sostituendo a Vienna il Comandante designato ammalatosi, il Generale Francesco Zingales, con il quale intraprese l'avanzata in Russia tra il fiume Dnepr e il Don.
Questo Corpo d’Armata disponeva di circa 62 000 uomini su tre Divisioni ("Celere", "Pasubio" e "Torino", le ultime appiedate nonostante la qualifica di "autotrasportabili") e della 63ª Legione CC.NN. d'Assalto "Tagliamento", circa 2 000 uomini al comando del console Niccolò Nicchiarelli. Complessivamente Messe poteva contare su 17 Battaglioni di Fucilieri (12 di Fanteria, 3 di Bersaglieti motociclisti , 2 di Camice Nere), 7 Battaglioni di armi d'accompagnamento, un Battaglione di Guastatori, 14 Compagnie Autonome, 10 Squadroni di Cavalleria (Reggimenti "Savoia Cavalleria" e "Lancieri di Novara"), 4 Reggimenti di CV33 quasi inutili pomposamente definiti dal regime carri armati, in realtà l'equivalente dei Bren carrier britannici, 24 Gruppi di Artiglieria, 10 Battaglioni del Genio, un Battaglione chimico e 12 Sezioni Carabinieri; fu inoltre schierato un Contingente della Regia Aeronautica (51 caccia, 22 ricognitori e 10 trimotori da trasporto Savoia-Marchetti S.M.81 questi ultimi rappresentarono spesso un mezzo per rifornire velocemente le Truppe al fronte tramite il lancio di materiali con i paracadute). La forza complessiva era dunque all'incirca tra i 50 000 e 60 000 uomini di Truppa, 2 900 Ufficiali , 4 600 quadrupedi, 220 pezzi d'artiglieria e 5 500 automezzi, molti dei quali requisiti alle società di trasporti pubblici. L'insufficienza dell'equipaggiamento e dei mezzi del Regio Esercito fu subito evidente: l'armamento personale si articolava sul datato ma robusto fucile Carcano Mod. 91, sulla mitragliatrice pesante Breda Mod. 37 e sul Mortaio da 81 Mod. 35; mediocri erano invece i fucili mitragliatori Breda Mod. 30 e Breda Mod. 5C che s'inceppavano facilmente, i mortai Brixia Mod. 35 da 45 mm che sparavano bombe troppo leggere e le bombe a mano con spolette inefficaci nella neve e nel fango. Mancavano totalmente armi automatiche individuali paragonabili al PPŠ-41 o al MP 40. La Fanteria era priva di reali pezzi anticarro e il 47/32 Mod. 1935, un cannone d'accompagnamento improvvisato nel ruolo controcarri, era inutile contro i T-34 sovietici.
L'equipaggiamento invernale del Corpo d’Armata, come si lamentò Messe, era insufficiente e, se durante il primo inverno di guerra il CSIR fu fornito per tempo di adeguati indumenti di lana che, seppur costituiti di lana riciclata di minore qualità rispetto alla nuova, erano in quantità tale da equiparare la copertura di indumenti invernali del CSIR a quella dei tedeschi. l'ARMIR invece dovette affrontare il secondo inverno senza i pratici cappotti imbottiti utilizzati da alleati e nemici, senza tute bianche atte a mimetizzarsi con l'ambiente (furono distribuite solo al Battaglione alpini sciatori "Monte Cervino") e senza calzature adeguate: gli scarponi chiodati inadatti al fango e alla neve, non potevano essere imbottiti con calze supplementari e i chiodi favorivano la formazione di ghiaccio. Durante il primo inverno i casi di congelamento furono relativamente pochi perché i fanti passavano le notti nelle isbe o nei bunker, tuttavia Messe scrisse fin da subito che le truppe necessitavano di calzature simili ai valenki, ossia stivali alti e robusti in feltro di facile costruzione. Ma la mancanza di elasticità dei comandi e, probabilmente, gli interessi dei fornitori, fecero sì che la produzione di tali calzature non fosse nemmeno presa in considerazione e Roma autorizzò solamente l'acquisto in loco di pezzi russi.

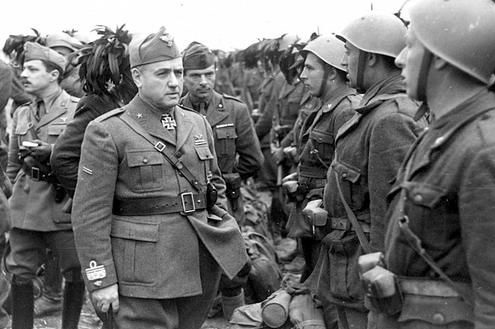
Il generale Messe ispeziona le sue truppe in Unione Sovietica

Le Truppe guidate da Messe dimostrarono immediatamente il loro valore, ma anche la loro insufficiente dotazione di materiali. Chiamate a operare assieme alle forze tedesche intente a tagliare la strada alla ritirata sovietica, il 10 agosto le avanguardie della "Pasubio", al comando del Colonnello Epifanio Chiaramonti, avanzarono su Voznesensk e quindi verso Pokrovka, nonostante il maltempo che bloccò il resto della Divisione. Marciando lungo la riva destra del Bug in direzione sud-est per tagliare ai russi la ritirata verso la strategica città di Nikolaev, la "Colonna Chiaramonti" l'11 agosto entrò in contatto con il nemico all'altezza di Jasnaja Poljana, dove ebbe un duro scontro a fuoco con i sovietici che in ultimo si ritirarono. La battaglia tra i fiumi Dnestr e Bug era ancora in corso quando, il 14 agosto, il comando dell'Heeresgruppe Süd decise di assegnare le Truppe italiane alla diretta dipendenza del Gruppo Corazzato di von Kleist per sostituire la 5. SS-Panzer-Division "Wiking" a Čigirin e in altri Presidî lungo il Dnepr nei giorni successivi (partecipando in seguito alla breve lotta per la testa di ponte di Dnepropetrovsk). Questa decisione ebbe notevoli conseguenze sul CSIR: il gruppo corazzato era la punta di diamante dell'Heeresgruppe Süd e così il Corpo di Spedizione Italiano venne a trovarsi molto vicino al fulcro dei combattimenti. Ciò dimostrò che i tedeschi non disponevano di sufficienti Reparti di Fanteria Celere e che, dunque, furono costretti a richiedere un supporto italiano: Messe fu orgoglioso di poter prendere parte ai combattimenti principali, ma d'altra parte divenne consapevole che d'ora in avanti vi sarebbe stato il rischio concreto di partecipare a missioni superiori alle sue forze. Si unì comunque a colloquio con il Genetale von Kleist, il cui obiettivo era il congiungimento oltre il Dnepr con la 2. Panzerarmee del Genetale Heinz Guderian e completare così l'accerchiamento delle linee russe in corrispondenza di Kiev. Il Genetale tedesco Schobert scrisse nei giorni seguenti a Messe che la "Pasubio" aveva "contribuito moltissimo alla vittoriosa azione dell'11 armata". Bisogna inoltre ricordare l'apporto tattico-strategico dato dai Pontieri del Genio militare italiano a questa battaglia. Mirabilmente addestrati, i Genieri costruirono i ponti di fortuna sul Dnestr, Bug e Dnepr sotto l'intenso fuoco nemico che aveva bloccato l'avanzata germanica. Infatti, nonostante il materiale in dotazione non fosse stato progettato per il varco di fiumi della larghezza e della portata di quelli russi, il IX Battaglione del Genio si comportò tanto abilmente da costruire i ponti sul Dnepr con un notevole anticipo sul tempo previsto dai Generali tedeschi, ciò che gli valse un particolare elogio da parte del Genetale Eberhard von Mackensen che guidava le operazioni.
La carenza di mezzi motorizzati non consentì agli Italiani di avanzare compattamente e velocemente, perciò all'inizio solo la "Pasubio" progredì verso il Dnepr assieme al III Corpo d'Armata della 17ª Armata tedesca, coprendone il fianco sinistro e lasciando libere le Unità alleate di avanzare ulteriormente verso est. Il comando del Corpo di Spedizione tentò in ogni modo di condurre fino al Dnepr la "Celere" e la "Torino", dato che il comando tedesco richiedeva con urgenza queste Forze; importante era inoltre, negli Ufficiali italiani, il desiderio di far mostra delle potenzialità del Regio Esercito, ma le due Divisioni seguivano solo con grande difficoltà la "Pasubio".
Il 29 agosto Mussolini raggiunse in aereo Uman', dove passò in rassegna le Unità italiane. In questa occasione Messe ebbe un colloquio con il Duce ove gli riferì del buon comportamento delle Truppe e richiese l'invio di ulteriori automezzi, lamentando la scarsità di mezzi e materiali per l'inverno. Il Duce promise che avrebbe spinto i tedeschi a rispettare i patti: infatti era stato stipulato un accordo secondo il quale la Wehrmacht si impegnava a fornire al CSIR il fabbisogno logistico, l'intero fabbisogno di carburante e parte di attrezzature mediche, viveri e materiale per il rafforzamento bellico. Fino alla "battaglia dei due fiumi" tutto si era svolto secondo gli accordi, ma durante il trasferimento verso il Dnepr il rifornimento di carburante era stato dimezzato. Memore delle migliaia di casi di congelamento avuti tra le truppe in Albania e in Grecia di cui era stato testimone Messe, aspettandosi probabilmente, a ragione, poco aiuto dagli alleati tedeschi per i suoi uomini contro l'inverno russo, assoldò dei "trafficanti" rumeni, attivò Sottufficiali esperti della Sussistenza e acquistò dal mercato nero in Romania cavalli, carri, slitte, pellicce e qualche automezzo.
Il 6 settembre la 3ª Divisione Celere del Generale Mario Marazzani raggiunse infine la "Pasubio" davanti al Dnepr e la "Torino" arrivò la settimana seguente, dopo aver marciato ininterrottamente per 1 300 chilometri. Finalmente riunito, il CSIR prese posizione lungo il Fronte, su un tratto di circa 100 chilometri dalla confluenza della Vorskla alla testa di ponte di Dnepropetrovsk, che successivamente fu allungata di altri 50 chilometri a sud della città. I timori dei Comandi italiani di dover partecipare ad azioni fuori portata si concretizzarono il 15 settembre quando il CSIR, con tutte e tre le Divisioni schierate sul Dnepr, fu assegnato al Comando delle retrovie del Gruppo d'Armate Sud per difendere un ampio fronte sulla riva occidentale del fiume. Ma solo cinque giorni dopo il CSIR tornò sotto il comando del gruppo corazzato von Kleist e, tra il 28 e il 30 settembre, ebbe l'occasione di compiere la sua prima operazione bellica autonoma, che passò alla storia come la «manovra di Petrikovka». Nella grande manovra di accerchiamento di Kiev, il piano tedesco prevedeva per gli italiani il compito di circondare Reparti russi dislocati tra il fiume Orel' e la testa di ponte di Dnepropetrovsk; pertanto si decise una manovra a tenaglia che avrebbe dovuto convergere sulla città di Petrikovka. L'operazione fu interamente affidata al CSIR guidato da Messe, che dimostrò qui tutto il suo valore di Comandante, il quale disponeva ora anche della "Pasubio" tornata nuovamente sotto il comando italiano. Il mattino del 28 settembre la "Torino" attaccò i sovietici allo scopo di raggiungere Obuchovka, sfondando le linee avversarie tenute dalla 261ª Divisione fucilieri della Guardia, mentre la "Pasubio" attaccava da Caričanka e la "Celere" si dedicava a operazioni di rastrellamento. Nei tre giorni in cui si svolsero le manovre il CSIR lamentò 87 morti, 190 feriti e 14 dispersi ma catturò numerose armi e quadrupedi e circa 10 000 prigionieri.

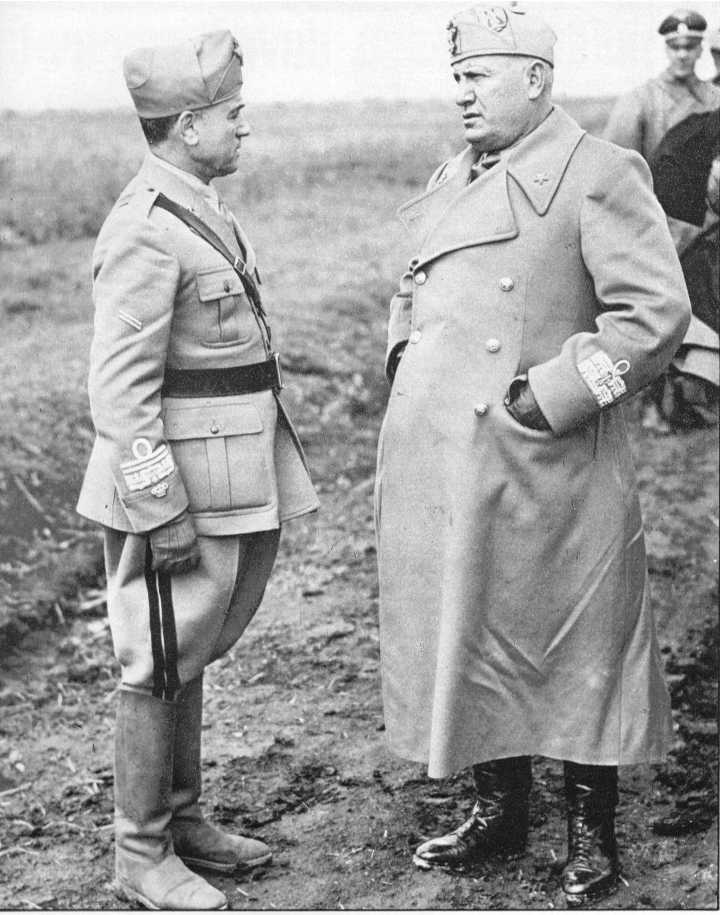
Messe con Mussolini durante la sua visita in Russia nell'agosto 1941

Dopo aver attraversato il Dnepr, il corpo corazzato tedesco ebbe il compito di raggiungere la costa del Mar d'Azov passando da sud, per poi avanzare verso est e conquistare Rostov sul Don e il Donbass, centro importante per l'industria bellica sovietica. Anche in questo frangente il CSIR fu incaricato di coprire il fianco sinistro della grande unità, ma al tempo stesso fu previsto che le Unità italiane e le unità del XLIX Corpo d'armata da montagna tedesco partecipassero attivamente all'offensiva nel Donbass. I reparti furono fortemente ostacolati dalle forti piogge e dai terreni tramutati in pantani fangosi (fenomeno noto come rasputiza), che rallentavano la marcia della fanteria e le colonne motorizzate dei rifornimenti. Inoltre il progressivo spostamento delle basi logistiche, unito alle difficoltà create da una rete ferroviaria debole e a scartamento diverso da quello europeo, limitò fortemente l'operatività degli invasori.
Dato che i tedeschi avevano assegnato agli italiani l'ordine di avanzare verso l'importante centro ferroviario di Stalino, il 4 ottobre la "Celere" e la "Pasubio" furono le prime a muoversi, precedute in avanguardia dal 3º Reggimento Bersaglieri e dal Reggimento "Lancieri di Novara". Chiudeva la formazione la "Torino", sempre a passo di marcia. Il 9, eliminata la testa di ponte di Ul'janovka, il CSIR raggiunse il fiume Volč'ja al cadere della prima neve e il giorno seguente i bersaglieri e gli uomini della 63ª Legione "Tagliamento", assieme a reparti tedeschi, soppressero la testa di ponte di Pavlograd. Il 20 ottobre i bersaglieri occuparono quindi il centro siderurgico di Stalino e al contempo, calando da nord, la "Pasubio" si aprì la strada verso la città combattendo contro agguerrite truppe motorizzate sovietiche. L'operazione si concluse il 29 ottobre, ma gli italiani nella prima metà di novembre furono nuovamente impegnati nell'occupazione di Rikovo, Gorlovka e Nikitovka, centri industriali difesi accanitamente dai sovietici. Messe fu a capo di tutte queste azioni coordinandosi con gli alleati tedeschi.
Il CSIR iniziò intanto a consolidare le proprie posizioni, nonostante la tenace resistenza dell'Armata Rossa, per garantire l'integrità dei fianchi interni alla 17ª Armata e alla 1ª Armata corazzata tedesca; in ultimo il corpo di spedizione italiano sferrò vicino a Chazepetovka alcuni attacchi in condizioni di inferiorità tra il 6 e il 14 dicembre. Gli italiani, guidati da Messe (in particolare la "Torino"), affrontarono il 95º Reggimento della Guardia, una formazione speciale della NKVD, oltre a squadroni di cavalleria cosacca e battaglioni di fanti siberiani. Alla fine dei combattimenti, che costarono al CSIR 135 morti e più di 500 feriti, gli italiani si portarono comunque all'occupazione di una linea avanzata a forma di falce, alquanto vantaggiosa, tra Debal'cevo e Rassypnое.
Mentre il CSIR installava la sua base operativa a Stalino, Messe fece sì che i genieri italiani predisponessero la loro zona d'occupazione con alloggiamenti e opere difensive in previsione del duro inverno. L'8 dicembre l'alto comando tedesco annunciò che tutte le operazioni sul fronte orientale erano temporaneamente sospese. L'Armata Rossa sfruttò l'occasione per scatenare una violenta controffensiva lungo tutto il fronte, costringendo nel settore centrale le truppe tedesche a indietreggiare di circa 200 chilometri, mentre nel settore meridionale portò alla riconquista di Rostov. La zona di fronte tenuta dalle forze italiane non fu coinvolta nell'offensiva. Tuttavia, all‘alba del 25 dicembre, i russi investirono il CSIR con tre divisioni, un corpo di cavalleria e l'appoggio di artiglieria e carri armati: gli italiani, coadiuvati da due reggimenti tedeschi, resistettero tenacemente e Messe mantenne il controllo della situazione, utilizzando al meglio i carri tedeschi mandati a soccorso; la "battaglia di Natale" durò fino al 31 dicembre e colpì in pieno il 3º Reggimento bersaglieri e la Legione "Tagliamento". Un battaglione di bersaglieri fu accerchiato per dieci ore prima di riuscire a ritirarsi. Il CSIR comunque riuscì a riorganizzarsi e tra il 26 e il 28 dicembre le divisioni "Pasubio" e "Celere", insieme a un reggimento e una formazione di panzer tedeschi, fecero scattare la controffensiva, che consentì di riprendere le posizioni perse nel corso dell'attacco sovietico di Natale (la battaglia costò 168 morti, 715 feriti e quasi 210 dispersi) conseguentemente Stalino rimase in mano all'Asse.
Con questo scontro si chiuse la prima fase operativa del Corpo di Spedizione Italiano sul fronte orientale e gli uomini si prepararono ad affrontare nel migliore dei modi l'inverno. Le unità lo superarono abbastanza bene grazie soprattutto all'amara esperienza fatta durante la guerra sul fronte greco-albanese, che portò Messe e i comandi inferiori a colmare le mancanze con l'acquisto di indumenti invernali dalle armate rumene e ungheresi; indumenti adeguati furono comprati anche sul mercato nero. Infine giovò allo CSIR l'esclusione, per pochezza dei mezzi motorizzati e corazzati, dalle manovre ad ampio raggio di sola competenza tedesca. Operazioni di maggior portata ebbero luogo nella regione di Izjum (100 chilometri a nord di Gorlovka), dove il comando italiano venne incontro alle pressanti richieste tedesche solo tra gennaio e giugno 1942, quando vi furono inviati gruppi tattici da combattimento radunati in gran fretta, per garantire la sicurezza delle retrovie e svolgere trascurabili missioni di combattimento a scopo difensivo e offensivo. A fine gennaio infatti il CSIR dovette soccorrere con alcuni reparti le truppe tedesche della 17ª Armata tedesca in difficoltà nell'area di Izjum, dove i sovietici avevano sfondato il fronte penetrando nelle retrovie per un centinaio di chilometri.
Le divisioni italiane erano inferiori a quelle tedesche per potenza di fuoco, mobilità e comunicazione; il livello di addestramento dei sottufficiali e delle truppe lasciava alquanto a desiderare rispetto alla media tedesca e gli ufficiali non erano abituati ai metodi di comando impiegati dai tedeschi. Tuttavia, osservando il primo anno di guerra del CSIR in Russia lo stato maggiore della Kriegsmarine annotò: «nello scacchiere russo sono impiegate tre divisioni [italiane] che si battono in modo lodevole». La buona prova offerta dalle forze italiane fu merito anche di Messe che seppe motivare le truppe e allo stesso tempo riuscì a essere inflessibile verso i sottoposti che non rispondevano alle sue aspettative, ricevendo per questo riconoscimenti anche dai comandi tedeschi.
Durante l'inverno Messe si adoperò per far sì che il Corpo di spedizione fosse in grado di mantenere a ogni costo la posizione conquistata insistendo affinché fosse riorganizzato in modo da poter partecipare con successo alle offensive del 1942. Ciò che preoccupava il generale non era tanto l'aumento numerico delle proprie truppe, bensì il miglioramento della loro efficienza bellica: abbisognavano di artiglieria pesante, automezzi, carri armati e armi anticarro. Due divisioni fresche (possibilmente alpine) avrebbero dovuto sostituire quelle più logore, per poi essere riorganizzate in grandi unità motorizzate in grado di muovere rapidamente alla ripresa delle operazioni. La precaria situazione al fronte, però, non permise neppure la sostituzione della 3ª Divisione "Celere" (la più provata) e inoltre quanto richiesto da Messe era difficilmente reperibile in patria, senza contare le problematiche legate al trasporto. Nella primavera 1942 la "Celere" fu convertita in divisione motorizzata, i suoi reggimenti di cavalleria furono riuniti in un Raggruppamento a cavallo, le truppe direttamente dipendenti dal Comando di Corpo d'armata furono potenziate da un battaglione di alpini scelti e si provvide a rimpiazzare le perdite subite drenando uomini dalle due divisioni autotrasportabili. Il comando supremo italiano optò quindi per un compromesso tra le pressanti domande di forniture avanzate da Messe e le necessità derivanti dalla decisione di Mussolini di aumentare notevolmente l'impegno militare in Russia.

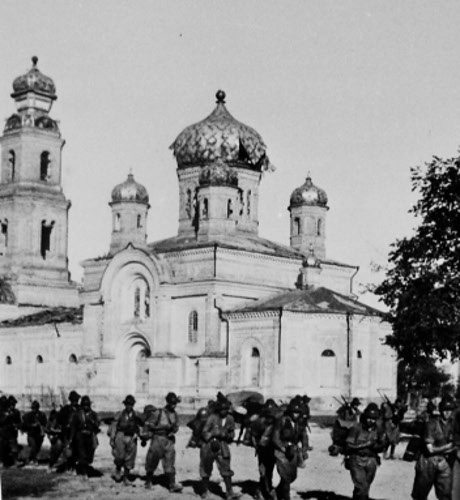
Il battaglione alpino "L'Aquila" transita dinanzi alla chiesa della Trinità di Roven'ki, durante la marcia verso il Don

Nel luglio del 1942 lo CSIR venne rinominato XXXV Corpo d'armata e inquadrato all'interno dell'ARMIR (Armata italiana in Russia); Messe conservò il comando del XXXV Corpo fino al novembre 1942, quando divergenze di opinioni con il comandante dell'armata, il generale Italo Gariboldi, lo portarono a richiedere il rimpatrio.
Il passaggio da CSIR ad ARMIR vide Messe al centro di due questioni, collegate ma distinte, che ebbero una certa rilevanza: la prima era la nomina di Gariboldi, anziché Messe, a comandante dell'Armata. La seconda era la forte contrarietà di Messe al potenziamento della spedizione.
Circa la nomina di Gariboldi, Messe appariva inizialmente come l'ufficiale più indicato per assumere quel comando, per le capacità militari e per l'esperienza appena maturata. Ma la scelta ricadde su Gariboldi, ufficialmente perché aveva "una stella in più", in quanto generale di Corpo d'Armata con Incarichi Speciali (mentre Messe era G.C.A e anche di fresca nomina); tuttavia, secondo quanto più prosaicamente ne scrisse Ciano nei suoi diari, «Cavallero lo ha voluto nominare per sbarrare la strada a Messe che cominciava a crescere troppo nella considerazione del Duce e del Paese. Cavallero è un fedele seguace della teoria che insegna la decapitazione dei papaveri troppo alti.»
In merito, invece, alle valutazioni di Messe di ordine strategico, riferisce Sergio Romano che allorché Mussolini impose il rafforzamento dello CSIR e la sua trasformazione in ARMIR, Messe si espresse criticamente, giudicando un grave errore l'invio su quel fronte di un Corpo d'Armata con "così scarsi mezzi a quattro ruote". Secondo Arrigo Petacco, Messe nel marzo 1942 si sarebbe recato a Roma per invocare che non si portasse a 200.000 il numero degli uomini impiegati, ma si restasse a due divisioni (60.000 uomini), limitandosi ad avvicendare la Torino e la Pasubio ormai stremate; Cavallero gli avrebbe obiettato, riporta lo scrittore, che ormai era tardi e che il Duce aveva già preso la sua decisione.
Messe rimase quindi alla guida dei suoi uomini fino alla prima battaglia difensiva del Don nell'agosto del 1942 dove a seguito della rotta della Divisione "Sforzesca" organizzò un contrattacco per coprirne il ripiegamento mentre le coraggiose cariche dei reggimenti di cavalleria italiani, in particolare l'azione del Savoia Cavalleria a Isbuscenskij, ottennero il risultato di disorganizzare alcuni battaglioni di fucilieri sovietici e rallentare la concentrazione nemica nella testa di ponte di Serafimovič. Quando tra il 24 e 26 agosto la situazione italiana parve aggravarsi il Comando del Gruppo d'armate B decise di affidare la direzione delle operazioni al generale tedesco Hollidt, comandante del 17º Corpo, a cui vennero sottoposte anche le divisioni del XXXV Corpo d'armata italiano. Questa decisione sollevò immediatamente le proteste del generale Messe e venne ritirata dopo 48 ore, dopo molte polemiche e recriminazioni tra le due parti. Nel frattempo l'afflusso di nuove riserve (un battaglione bersaglieri e un reggimento di alpini della 2ª Divisione alpina "Tridentina") permise alle forze italiane di evitare un disastro strategico. La battaglia provocò dunque una seria crisi nei rapporti tra italiani e tedeschi a causa della grave sconfitta iniziale della Sforzesca e dei fenomeni di disgregazione di alcuni reparti di questa divisione. I comandi della Wehrmacht, scettici (come lo stesso Hitler) sulle capacità del comando e delle truppe italiane, ritennero indispensabile fare intervenire proprie strutture di comando per salvare la situazione, senza preoccuparsi delle reazioni dei generali italiani. Ne scaturì una significativa perdita della fiducia reciproca e della "fraternità d'armi" tra le Potenze dell'Asse. Inoltre Messe, profondamente irritato dal comportamento tedesco e anche a causa dei già citati contrasti con il generale Gariboldi, chiese e ottenne il richiamo in patria e lasciò quindi il comando del XXXV Corpo d'armata.

#### La Tunisia e la prigionia
Rientrato in Italia alla fine del 1942, fu promosso al grado di Generale d’Armata, e il 23 gennaio 1943 nominato a capo della 1ª Armata in Tunisia, impegnata, sotto il comando di Rommel, nella campagna di Tunisia e ne assunse il comando nel febbraio 1943. Ciano riferisce di un colloquio avuto con Messe il giorno dopo la nomina, nel quale il Generale avrebbe definito il nuovo incarico come quello di "Comandante degli sbandati", lamentando un nuovo "colpo mancino" di Cavallero che lo avrebbe inviato a raccogliere una sicura perdita, anche della sua reputazione, e magari finire prigioniero. Fu anche formalmente nominato Governatore generale della Libia, sebbene gli inglesi fossero entrati a Tripoli quello stesso giorno.
Messe riuscì comunque con perizia a ritardare la sconfitta delle Truppe italo-germaniche in Nord Africa, costringendo i nemici alla difesa nella battaglia di Médenine. Caduta la V Armata tedesca, Messe, benché accerchiato, resistette rispondendo agli inviti alla resa che si sarebbe arreso solo se fosse stato concesso alle sue Truppe l'onore delle armi; per di più, comunicò che non si sarebbe consegnato ai francesi, ma solo all'VIII Armata degli inglesi (poiché il trattamento dei prigionieri da parte dei francesi era considerato disumano).
Con la devastante capitolazione di von Arnim, comandante delle forze italo-tedesche nella campagna di Tunisia, si creava dunque un imprevedibile stallo nel quale le Truppe italiane resistevano senza troppe prospettive, circondate da truppe alleate di molti contingenti, in attesa della concessione dell'onore delle armi che gli avversari non concessero. La situazione fu risolta da Mussolini che il 12 maggio 1943 telegrafò a Messe: «Cessate il combattimento. Siete nominato Maresciallo d'Italia. Onore a Voi e ai Vostri prodi.». Il giorno successivo, il 13 maggio, le Truppe italiane si arresero e Messe fu fatto prigioniero dal Generale dell'esercito neozelandese Bernard Freyberg.
Dell'incontro fra Messe e Freyberg è noto uno scambio di battute riferito da Paolo Colacicchi, Ufficiale interprete, e ripreso da molte fonti:
Freyberg: «È, il Maresciallo, un Fascista?»
Messe (calmissimo): «Naturalmente.»
Freyberg (sorpreso): «Naturalmente? Perché»
Messe: «Perché il Re che ho l'onore di servire accetta un Capo di Governo fascista. Se lo accetta il mio Re, naturalmente lo accetto anch'io.»
Freyberg: «Invece noi britannici siamo decisi a eliminare il Fascismo dalla faccia della Terra. Lo siamo altrettanto naturalmente, o forse più del vostro, Maresciallo. Adesso è mio compito condurvi dal Generale Montgomery. Vogliate seguirmi.»
Tradotto Messe (unitamente al suo Capo di Stato Maggiore, Generale Mancinelli) al cospetto di Montgomery, questi, che sperava di aver catturato Rommel, quando lo vide chiese «Who is this?», dopodiché si defilò senza salutare.
Dopo un iniziale battibecco, Montgomery invitò Messe nella sua stanza. Lì aggiunse una frase che riempì d’orgoglio Messe: «Se avessi saputo che da Mareth in poi avevo di fronte voi, mi sarei procurato la vostra fotografia».
Messe e altri importanti Ufficiali furono arrestati e portati in una villa, Campo n. 4, a Wilton Park, in Inghilterra gestita dal servizio segreto. Qui furono interrogati direttamente e sollecitati a parlare, furono registrate le loro conversazioni per verificare il loro stato d'animo per selezionare i militari da far ritornare in Italia agli ordini degli Alleati.

#### Il ritorno in Italia
Dopo l'8 settembre 1943 i comandi militare del Regno Unito si convinsero della fedeltà al re di Messe e per questo motivo lo rinviarono in Italia nell'autunno 1943.
Tra le registrazioni segrete del Regno Unito risulta che nel luglio 1943 Messe disse:
Il capo del governo Badoglio gli propose la carica pressoché onorifica di ispettore generale dell'Esercito, che Messe respinse, e allora il re il 18 novembre lo nominò capo di stato maggiore generale dell'Esercito Cobelligerante Italiano che combatteva a fianco degli Alleati (USA, Regno Unito, Francia, URSS). Responsabilità che mantenne anche con il governo Bonomi, lasciandola il 1º maggio 1945.

### Secondo dopoguerra
Fu l'ultimo presidente del consiglio dell’Ordine militare di Savoia, dal 1º febbraio 1945, e, con il cambio di denominazione, fu anche il primo dell’Ordine militare d'Italia fino al 1951.
Finita la guerra, rimase formalmente in servizio come Maresciallo d'Italia. Transitò nella riserva il 18 gennaio 1947 e fu collocato a riposo il 27 marzo 1947.

#### Parlamentare della Repubblica
Nel 1953 fu eletto senatore della Repubblica, come indipendente nella lista della Democrazia Cristiana, nel collegio di Brindisi. Lasciata la DC, fondò nel marzo 1955 l’Unione combattenti d’Italia, seguendo nel 1956 Achille Lauro nel gruppo parlamentare del Partito Monarchico Popolare fine al termine della legislatura.
Primo dei non eletti nel 1958 con il Partito Democratico Italiano (nato dall'unione fra il Partito Nazionale Monarchico e il Partito Monarchico Popolare) nel collegio di Roma, nell'aprile 1961 entrò alla Camera dei deputati per le dimissioni di Achille Lauro, ma passò quasi subito nel Gruppo misto e a ottobre nel Partito Liberale Italiano, nel quale fu rieletto nelle elezioni del 1963, restando deputato fino al giugno 1968.
Giovanni Messe morì il 18 dicembre 1968, all'età di 85 anni, ed è sepolto nel cimitero del Verano a Roma.

## Opere
- La mia armata in Tunisia, Come finì la guerra in Africa, Rizzoli Editore (Milano), Mursia, 2004. ISBN 88-425-3256-8
- La guerra al fronte russo, Rizzoli Editore (Milano), Mursia, 2005, ISBN 88-425-3348-3
- La guerra italo-turca

## Memorie
Nel 2006 è stato intitolato a suo nome il Centro Direzionale del Personale Militare a Roma.